# Belize i panamerikanska spelen
Belize i panamerikanska spelen styrs av Belizes Olympiska Kommitté i de panamerikanska spelen. Nationen deltog första gången i de panamerikanska spelen 1975 i Mexico City, Mexiko. Under spelen 1967 och 1971 tävlade man som Brittiska Honduras, men Belize från 1975.

## Medaljer

### Medaljfördelning efter spel
| Spel                  | År                    | Sommarspelort         | Guld                  | Silver                | Brons                 | Totalt                |
| --------------------- | --------------------- | --------------------- | --------------------- | --------------------- | --------------------- | --------------------- |
| V (5)                 | –                     | Winnipeg              | se Brittiska Honduras | se Brittiska Honduras | se Brittiska Honduras | se Brittiska Honduras |
| VI (6)                | –                     | Cali                  | se Brittiska Honduras | se Brittiska Honduras | se Brittiska Honduras | se Brittiska Honduras |
| VII (7)               | 1975                  | Mexico City           | 0                     | 0                     | 0                     | 0                     |
| VIII (8)              | 1979                  | San Juan              | 0                     | 0                     | 1                     | 1                     |
| IX (9)                | 1983                  | Caracas               | 0                     | 0                     | 1                     | 1                     |
| X (10)                | 1987                  | Indianapolis          | 0                     | 0                     | 0                     | 0                     |
| XI (11)               | 1991                  | Havanna               | 0                     | 0                     | 0                     | 0                     |
| XII (12)              | 1995                  | Mar del Plata         | 0                     | 0                     | 0                     | 0                     |
| XIII (13)             | 1999                  | Winnipeg              | 0                     | 0                     | 0                     | 0                     |
| XIV (14)              | 2003                  | Santo Domingo         | 0                     | 0                     | 0                     | 0                     |
| XV (15)               | 2007                  | Rio de Janeiro        | 0                     | 0                     | 0                     | 0                     |
| XVI (16)              | 2011                  | Guadalajara           | 0                     | 0                     | 0                     | 0                     |
| XVII (17)             | 2015                  | Toronto               | 0                     | 0                     | 0                     | 0                     |
| XVIII (18)            | 2019                  | Lima                  | 0                     | 0                     | 0                     | 0                     |
| Totalt antal medaljer | Totalt antal medaljer | Totalt antal medaljer | 0                     | 0                     | 2                     | 2                     |